# Хиноцьке лісництво
Хиноцьке лісництво входить до складу ДП «Володимирецький лісгосп» і розташоване в північно-східній його частині на території Володимирецького адміністративного району.
Контора лісництва знаходиться в с.Хиночі Володимирецького району Рівненської області, на відстані 40 км ід контори лісгоспу та 22 км від районного центру.
Загальна площа 5574 га. Територія лісництва розділена на 2 майстерські дільниці та 6 обходів.

## Природно-кліматичні умови
Лісові масиви лісництва розташовані на території зони Українського Полісся, а по лісогосподарському районуванню до Західно-Поліського лісогосподарського округу Західно-Поліського району.
Тривалість вегетаційного періоду 180 днів. Середньорічна температура повітря +6,6°С, мінімальна -30*1 Пізні весняні заморозки можливі до першої декади травня, а ранні з другої декади вересня. Середньорічна кількісні опадів 630 мм. За час вегетаційного періоду випадає 60% опадів.
Глибина промерзання ґрунту 45 см, максимальна 100 см. Постійний сніговий покрив встановлюється з третц декади листопада. Сніг тане в лісі з першої декади квітня. Вітри переважають зимою - південно-східних і південно-західних направлень, весною - південно-східних, північно-західних направлень.
Переважаючі типи ґрунтів є: дерново-підзолисті, дернові, болотні, лугові, лугово-болотні. Дерново-підзолисв ґрунти займають більше половини території лісництва. 